# 若狭小浜小鯛ささ漬
若狭小浜小鯛ささ漬（わかさおばまこだいささづけ）は、福井県小浜市で生産されている特産品のレンコダイの酢漬け。日本海産の小鯛（小型のレンコダイ）を三枚におろして、塩をふり、酢または調味酢に漬けた後、樽詰め等にして作られる。
2017年（平成29年）11月10日に、農林水産省による地理的表示保護制度（GI）により、地理的表示として登録された。また、2021年現在は国の無形文化財への登録を目指している。
2021年（令和3年）、文化庁の「食文化ストーリー」創出・発信モデル事業に採択され、小浜市と立命館大学が連携して、その歴史や起源を調査している。

## 特徴
- 保存性を持ちながら、生に近い風味がある
- 地域の気候・風土などの生産地の特性と品質特性が結びついた産品

## 文化的価値

### 保存と鮮度の絶妙なバランスによる食品
塩と酢の加減により、保存性を持ちながら、生に近い風味をもっている。

### 自然素材を最大限に生かした日本食文化の特徴を見ることができる
殺菌効果を持つ笹の葉、杉樽など自然素材を活用している。杉樽は水分を調整する役割を果たし、小鯛を程よい漬かり具合に仕上げている。

### 保存性から鮮度優先への変化を遂げた御食国の加工技術の到達点
古代は保存性が優先されたが、時代が新しくなるにつれ、鮮度も重視されるようになった。その過程で磨き上げられた加工技術の粋を集めた食品である。

### 贈答品として珍重されてきた
レンコダイの皮はピンク色で、見た目の美しさをもった食品である。